# 6. travnja
6. travnja (6. 4.) 96. je dan godine po gregorijanskom kalendaru (97. u prijestupnoj godini).
Do kraja godine ima još 269 dana.

## Događaji
- 1320. – Prihvaćena je Deklaracija iz Arbroatha, deklaracija škotske nezavisnosti.
- 1652. – Na Rtu dobre nade uspostavljen je emporij.
- 1667. – Potres je pogodio Dubrovnik oko 8 sati ujutro. Poginulo je oko 3.000 stanovnika grada i okolice, a nastali požar uništio je neprocjenjivo materijalno i kulturno blago što je nastajalo tijekom više stoljeća.
- 1782. – Rama I naslijedio je tajlandskog kralja Taksina, započevši Chakri dinastiju.
- 1830. – Joseph Smith, Jr., Oliver Cowdery, David Whitmer i ostali službeno su osnovali Kristovu Crkvu, započevši pokret Svetaca posljednjeg dana.
- 1886. – Pripojen je Vancouver, Britanska Kolumbija.
- 1866. – Osnovana je Grand Army of the Republic.
- 1895. – Dramski pisac Oscar Wilde uhićen je u Londonu zbog "djela velike pokvarenosti".
- 1896. – Prva olimpijska pobjeda na modernim OI – James Brendan Connolly, SAD, u troskoku – 13,71 m
- 1917. – I svjetski rat: SAD je objavio rat Njemačkoj.
- 1941. –  Sile Osovine napale Kraljevinu Jugoslaviju.
- 1994. – Atentat na predsjednike Ruande i Burundija označio je početak ruandskog genocida, u kojem je u sljedeća tri mjeseca ubijeno 937.000 osoba.
- 2009. – Središnju Italiju pogodila je serija snažnih potresa. Prvi je zabilježen u 3:32 sata s jačinom od 6,3 stupnjeva po Richteru. Epicentar potresa bio je 95 kilometara sjeveroistočno od Rima u pokrajini Abruzzo, a najviše je stradao grad L'Aquila. U potresima je poginulo oko 300 osoba.

| - 1483. – Raffaello Santi, talijanski slikar i graditelj († 1520.) - 1613. – Stjepan Gradić, hrvatski filozof i znanstvenik († 1683.) - 1812. – Aleksandr Ivanovič Hercen, ruski književnik i političar († 1870.) - 1820. – Félix Nadar, francuski fotograf († 1910.) - 1851. – Guillaume Bigourdan, francuski astronom († 1851.) - 1853. – Dragutin Hirc, hrvatski prirodoslovac († 1921.) - 1860. – René Lalique, francuski dizajner stakla († 1945.) - 1861. – Stanislas de Guaita, francuski markiz i pjesnik († 1897.) - 1871. – John Millington Synge, irski književnik († 1909.) - 1886. – Atenagora I., carigradski patrijarh († 1972.) - 1904. – Kurt Georg Kiesinger, njemački političar († 1988.) - 1919. – Albert Kinert, hrvatski slikar i grafičar († 1987.) - 1927. – Mildred Fay Jefferson, američka kirurginja i biologinja († 2010.) - 1942. – Ivan Đuranec, hrvatski rukometaš († 2009.) - 1960. – Adriana Altaras, hrvatsko - njemačka glumica, pisac i kazališni direktor - 1974. – Robert Kovač, hrvatski nogometni reprezentativac - 1983. – Zoran Pribičević, hrvatski glumac - 1984. – Marko Cindrić, hrvatski glumac - 1994. – Mate Anić, hrvatski vaterpolist | - 432. – Celestin I., papa - 1199. – Rikard I. Lavljeg Srca, engleski kralj - 1340. – Bazilije Trapezuntski, trapenzuntski car - 1490. – Matija Korvin, hrvatsko-ugarski kralj (* 1443.) - 1520. – Raffaello Santi, talijanski slikar i graditelj (* 1483.) - 1528. – Albrecht Dürer, njemački slikar (* 1471.) - 1825. – Volodimir Lukič Borovikovskij, ukrajinski slikar (* 1757.) - 1829. – Niels Henrik Abel, norveški matematičar (* 1802.) - 1862. – Albert Sidney Johnston, američki konfederalni general (* 1803.) - 1887. – Ivan Kramskoj, ruski slikar (* 1837.) - 1961. – Jules Bordet, belgijski znanstvenik (* 1870.) - 1971. – Igor Stravinski, ruski skladatelj (* 1882.) - 1992. – Isaac Asimov, američki pisac fantastike i biokemičar (* 1920.) - 1994. – Juvénal Habyarimana, ruandski politčar (* 1937.) - 1998. – Tammy Wynette, američka pjevačica country glazbe (* 1942.) - 2000. – Habib Bourguiba, prvi predsjednik Tunisa (* 1903.) - 2005. – Rainier III., monekaški knez (* 1923.) - 2018. – Franc Kuzmič, slovenski muzeolog i povjesničar (* 1952.) - 2021. – Hans Küng, švicarski katolički svećenik i teolog (* 1928.) |